# Epitoxus depressus
Epitoxus depressus är en skalbaggsart som beskrevs av Yélamos 1996. Epitoxus depressus ingår i släktet Epitoxus och familjen stumpbaggar. Inga underarter finns listade i Catalogue of Life.